# Morten Frendrup
Morten Frendrup, né le 7 avril 2001 à Tuse (en) au Danemark, est un footballeur international danois qui évolue au poste de milieu central au Genoa CFC.

## Biographie

### Brøndby IF
Né à Tuse (en) près d'Holbæk au Danemark, Morten Frendrup est formé par le Tuse IF et le Holbæk B&I avant de rejoindre le Brøndby IF. Il signe son premier contrat professionnel le 21 décembre 2017. Il joue son premier match en professionnel le 11 février 2018 face au Lyngby BK, en championnat. Il entre en jeu et son équipe s'impose par trois buts à un ce jour-là. Avec cette première apparition, à seulement 16 ans, Frendrup devient le plus jeune joueur du Brøndby IF à participer à un match de première division danoise, et il prolonge dans la foulée son contrat avec le club au mois de mars suivant. Il inscrit son premier but en professionnel le 22 novembre de la même année, en coupe du Danemark contre le BK Marienlyst, contre qui Brøndby s'impose largement par quatre buts à un.
Lors de la saison 2019-2020 Frendrup obtient davantage de temps de jeu en équipe première à partir de l'automne, à la suite des blessures successives de joueurs tels que Lasse Vigen Christensen, Simon Tibbling, Josip Radošević ou encore Tobias Børkeeiet. Le 12 janvier 2020 Frendrup prolonge son contrat avec son club formateur jusqu'en 2023.
Il est sacré champion du Danemark en 2021 avec Brøndby,.
Il joue son premier match de Ligue des champions le 17 août 2021, lors d'une rencontre qualificative face au Red Bull Salzbourg. Il est titularisé et son équipe s'incline par deux buts à un.
Frendrup inscrit son premier but en Superligaen le 24 octobre 2021, lors du derby face au FC Copenhague. Il ouvre le score ce jour-là et son équipe l'emporte par deux buts à un,. Il est par ailleurs nommé joueur du match par les supporters lors de cette rencontre.

### Genoa CFC
Le 30 janvier 2022, lors du mercato hivernal, Morten Frendrup s'engage en faveur du Genoa CFC pour un contrat de quatre ans et demi. Le transfert est estimé à 3,5 millions d'euros. Il attend plus d'un mois pour faire sa première apparition sous ses nouvelles couleurs, le 13 mars 2022, contre l'Atalanta Bergame en championnat. Les deux équipes se neutralisent lors de cette rencontre (0-0) où Frendrup est titularisé, mais à un poste inhabituel d'arrière droit, en raison notamment de l'absence sur blessure de Silvan Hefti.

### En sélection
Morten Frendrup est sélectionné avec l'équipe du Danemark des moins de 17 ans pour participer au championnat d'Europe des moins de 17 ans en 2018. Il joue les trois matchs de son équipe en tant que titulaire et dans leur intégralité mais les jeunes danois ne parviennent pas à sortir de la phase de groupe.
Il compte 13 sélections avec les moins de 19 ans, obtenues entre 2018 et 2020. Il officie à deux reprises comme capitaine de cette sélection.
Frendrup joue son premier match avec l'équipe du Danemark espoirs le 3 septembre 2021, lors d'un match amical face à la Grèce. Il est titularisé et les deux équipes se neutralisent ce jour-là (1-1 score final). Il marque son premier but avec les espoirs le 27 septembre 2022, lors du barrage retour des éliminatoires de l'Euro espoirs 2023, face à la Croatie. Les deux équipes se départagent aux tirs au but.
Morten Frendrup honore sa première sélection avec l'équipe nationale du Danemark le 8 septembre 2024 face à la Serbie en entrant en jeu à la place de Victor Kristiansen. Son équipe s'impose par deux buts à zéro ce jour-là.

## Statistiques
| Saison                | Club                  | Championnat           | Championnat | Championnat | Coupe(s) nationale(s) | Coupe(s) nationale(s) | Compétition(s) continentale(s) | Compétition(s) continentale(s) | Compétition(s) continentale(s) | Total | Total |
| Saison                | Club                  | Division              | M.          | B.          | M.                    | B.                    | Comp.                          | M.                             | B.                             | M.    | B.    |
| 2017-2018             | Brøndby IF            | Superligaen           | 3           | 0           | -                     | -                     | -                              | -                              | -                              | 3     | 0     |
| 2018-2019             | Brøndby IF            | Superligaen           | 3           | 0           | 1                     | 1                     | -                              | -                              | -                              | 4     | 1     |
| 2019-2020             | Brøndby IF            | Superligaen           | 26          | 0           | 2                     | 0                     | -                              | -                              | -                              | 28    | 0     |
| 2020-2021             | Brøndby IF            | Superligaen           | 31          | 0           | 2                     | 0                     | -                              | -                              | -                              | 33    | 0     |
| 2021-2022             | Brøndby IF            | Superligaen           | 15          | 2           | 2                     | 0                     | C1+C3                          | 2+6                            | 0+0                            | 25    | 2     |
| Sous-total            | Sous-total            | Sous-total            | 78          | 2           | 7                     | 1                     | -                              | 8                              | 0                              | 93    | 3     |
| 2021-2022             | Genoa CFC             | Serie A               | 10          | 0           | -                     | -                     | -                              | -                              | -                              | 10    | 0     |
| 2022-2023             | Genoa CFC             | Serie B               | 37          | 2           | 3                     | 0                     | -                              | -                              | -                              | 40    | 2     |
| 2023-2024             | Genoa CFC             | Serie A               | 37          | 2           | 2                     | 0                     | -                              | -                              | -                              | 39    | 2     |
| 2024-2025             | Genoa CFC             | Serie A               | 35          | 2           | 2                     | 0                     | -                              | -                              | -                              | 37    | 2     |
| Sous-total            | Sous-total            | Sous-total            | 119         | 6           | 7                     | 0                     | -                              | -                              | -                              | 126   | 6     |
| Total sur la carrière | Total sur la carrière | Total sur la carrière | 197         | 8           | 14                    | 1                     | -                              | 8                              | 0                              | 219   | 9     |

## Palmarès

### En club
Brøndby IF
- Champion du Danemark
  - 2021